# ファーザー (映画)
『ファーザー』（The Father）は2020年のイギリス・フランス・アメリカのドラマ映画。劇作家フローリアン・ゼレールの映画監督デビュー作であり、出演はアンソニー・ホプキンスとオリヴィア・コールマンなど。原作はゼレールが2012年に発表した戯曲『Le Père 父』。認知症によって過去の記憶と目の前の現実の境界線が曖昧になっていく高齢男性を描いている。
本作は批評家から絶賛され、特にホプキンスの演技に対して惜しみない賞賛が送られている。
また、第93回アカデミー賞では作品賞を含む6部門にノミネートされ、このうち主演男優賞（アンソニー・ホプキンス）と脚色賞を受賞した。
なお、同原作戯曲は2015年にフランスで『父はフロリダを夢見て』として映画化されているが、日本では劇場公開されず、WOWOWで2022年3月27日に放送された。

## ストーリー
アンは80歳になった父親、アンソニーに認知症の兆候が見え始めたのを心配していた。アンソニーにヘルパーを付けようとしたアンだったが、気難しいアンソニーは難癖を付けてはヘルパーを追い出す始末だった。しかし、アンソニーの病状は悪化の一途を辿り、記憶が失われていくだけではなく、自らが置かれた状況すら把握できなくなっていった。困惑するばかりのアンソニーは苛立ちを募らせ、アンに当たることもあった。アンはそんな父親を懸命に支えていたが、気力と体力は消耗するばかりであった。

## キャスト
※括弧内は日本語吹替。
- アンソニー：アンソニー・ホプキンス（柴田秀勝）
- アン：オリヴィア・コールマン（松本梨香）
- 男性：マーク・ゲイティス（菊池康弘）
- ローラ：イモージェン・プーツ（新田恵海）
- ポール：ルーファス・シーウェル（岩崎洋介）
- 女性：オリヴィア・ウィリアムズ（かとう有花）
- サライ医師：アイーシャー・ダルカール（英語版）（北村さちこ）

## 製作
2019年5月2日、アンソニー・ホプキンスとオリヴィア・コールマンが本作に出演することになったと報じられた。2020年1月15日、ルドヴィコ・エイナウディが本作で使用される楽曲を手がけるとの報道があった。

## 公開・マーケティング
2019年5月、ライオンズゲートUKが本作の全英配給権を購入した。2020年1月17日、ソニー・ピクチャーズ クラシックスが本作の全米配給権を獲得したと報じられた。27日、本作はサンダンス映画祭でプレミア上映された。9月14日、第45回トロント国際映画祭で本作の上映が行われると共に、本作のオフィシャル・トレイラーが公開された。

## 評価
本作は批評家から絶賛されている。映画批評集積サイトのRotten Tomatoesには199件のレビューがあり、批評家支持率は98%、平均点は10点満点で8.36点となっている。サイト側による批評家の見解の要約は「卓越した演技と演出のお陰で、『ファーザー』は認知症の実像―そこには認知症に対する深い理解があり、だからこそ観客は感情移入できる―を描き出せた。」となっている。また、Metacriticには9件のレビューがあり、加重平均値は86/100となっている。